# Włodzimierz Jaskólski
Włodzimierz Szczepan Jaskólski (ur. 1955) – polski fizyk, profesor nauk fizycznych; specjalizuje się w fizyce ciała stałego, fizyce struktur niskowymiarowych oraz mechanice kwantowej układów wieloelektronowych; profesor zwyczajny Instytutu Fizyki Wydziału Fizyki, Astronomii i Informatyki Stosowanej Uniwersytetu Mikołaja Kopernika.

## Życiorys
Staż podoktorski odbył w hiszpańskim Instituto de Ciencia de Materiales de Madrid (1988–1990). Habilitował się w 1996 na podstawie oceny dorobku naukowego i publikacji pt. Confined many-electron systems. Jako stypendysta Fundacji Fulbrighta odbył staż w amerykańskim National Institute of Standards and Technology (1996–1997). Tytuł profesora nauk fizycznych został mu nadany w 2002. W Instytucie Fizyki UMK pracuje w Zakładzie Mechaniki Kwantowej oraz pełni funkcję kierownika Zespołu Teorii Struktur Niskowymiarowych. Ponadto pełnił także funkcję dyrektora Instytutu Fizyki UMK oraz szefa Centrum Optyki Kwantowej. W kadencji 2016–2020 jest dziekanem Wydziału Fizyki, Astronomii i Informatyki Stosowanej UMK. W latach 2020-2023 pełnił funkcję prorektora ds. współpracy z otoczeniem społeczno-gospodarczym Uniwersytetu Mikołaja Kopernika w Toruniu.
Swoje prace publikował m.in. w „Journal of Chemical Physics", „Physical Review B", „Journal of Physical Chemistry" oraz w „Journal of Physics: Condensed Matter". 
Jest członkiem władz Fundacji Aleksandra Jabłońskiego.